# La Malédiction du pendu
Pour plus de détails, voir Fiche technique et Distribution.
La Malédiction du pendu (Hangman's Curse) est un film américain réalisé par Rafal Zielinski, sorti en 2003.

## Synopsis
Dans un lycée typique américain où les plus forts malmènent les plus faibles, ces derniers font appel à l'esprit d'un jeune homme suicidé dix ans auparavant pour les venger. Le couple Springfield, spécialisé dans le paranormal et les canulars, ainsi que leurs deux jumeaux Elisha et Elijah, est alors appelé pour enquêter sur les mystérieuses crises de catatonie qui touchent de plus en plus d'élèves et, pour cela, s'infiltre dans l'établissement.

## Fiche technique
- Titre : La Malédiction du pendu
- Titre : Hangman's Curse
- Réalisation : Rafal Zielinski
- Scénario : Kathy Mackel et Stan Foster, d'après le roman de Frank Peretti
- Musique : David Bergeaud
- Photographie : Dan Heigh
- Montage : Mary Morrisey et Tiffany Wallach
- Production : Rich Cowan, Joe Goodman, Bobby Neutz et Ralph Winter
- Société de production : Namesake Entertainment, North by Northwest Entertainment et The Total Living Network
- Pays de production :  États-Unis
- Genre : Horreur et fantastique
- Durée : 106 minutes
- Date de sortie : 
  - États-Unis : 12 septembre 2003

## Distribution
- David Keith : Nate Springfield
- Mel Harris : Sarah Springfield
- Leighton Meester : Elisha Springfield
- Douglas Smith : Elijah Springfield
- Jake Richardson : Ian Snyder
- Bobby Brewer : Leonard Baynes
- Daniel Farber : Norman Bloom
- Edwin Hodge : Blake Hornsby